# Ермідіо Баррантес
Ермідіо Баррантес Касканте (ісп. Hermidio Barrantes Cascante; нар. 2 вересня 1964, Пунтаренас, Коста-Рика) — костариканський футболіст, виступав на позиції воротаря.

## Клубна кар'єра
У професіональному футболі дебютував за «Пунтаренас» 20 листопада 1983 року в поєдинку проти «Рамоненсе». Також виступав за «Ередіано», «Картагінес» та «Санта-Барбару». У 1999 році перейшов до «Сапрісси», де став другим воротарем після Хосе Порраса (став основним після травми іншого воротаря, Еріка Лонніса). Футбольну кар'єру завершив у «Лімоненсе», загалом же у Прімера Дивізіоні Коста-Рики зіграв 396 матчів.

## Кар'єра в збірній
У футболці національної збірної Коста-Рики дебютував у лютому 1989 року в товариському матчі проти Польщі. Загалом за національну команду зіграв 38 поєдинків. Провів за збірну Коста-Рики 12 матчів у кваліфікації чемпіонату світу. Поїхав на чемпіонат світу 1990 року в Італії. У трьох матчах групового етапу поступився місцем у воротах Луїсу Габело Конехо, але через травму основного воротаря вийшов на поле в поєдинку проти Чехословаччини. Деякі вболівальники звинувачували його у розгромній поразці Коста-Рики й отримав погрози смертю, коли він повернувся додому.
Взяв участь у кубку націй УНКАФ 1991 та 1997 року, а також у Золотому кубку КОНКАКАФ 2000 та Кубку Америки 1997 року.
Востаннє футболку збірної Коста-Рики одягав 20 лютого 2000 року в поєдинку проти Тринідаду і Тобаго.

## Особисте життя
Баррантес одружений з Аною Крістіною Балтодано, у пари є три сини: Ермідіо, Дієго Андрес та Карлос Даніель. Вони проживають в Десампрадос. Після завершення кар'єри працював у Костариканському інституті електроенергетики (ICE) у відділі бізнес-послуг.

## Титули і досягнення
- Переможець Кубка центральноамериканських націй: 1991, 1997